# Provenzalische Alpen und Voralpen
Die Provenzalischen Alpen und Voralpen sind eine Gebirgsgruppe der Westalpen im Südosten Frankreichs.
Höchster Gipfel ist der Tête de l’Estrop mit 2961 m, eine große Bekanntheit erreichte der Mont Ventoux (1912 m).
In dem Areal befindet sich ein Biosphärenreservat.
Der Grand Canyon du Verdon (deutsch Verdonschlucht) zählt als touristisches Naturerlebnis und hat eine 21 Kilometer lange Schlucht.

## SOIUSA-Klassifikation
Die Provenzalischen Alpen und Voralpen bilden die Sektion 3 der SOIUSA-Einteilung in den südlichen Westalpen.
Sie werden unterteilt in
- 3.I: Provenzalische Alpen
- 3.II: Voralpen von Digne
- 3.III: Voralpen von Grasse
- 3.IV: Voralpen von Vaucluse

Die Untersektionen 3.II, 3.III und 3.IV werden auch zusammengefasst als Provenzalische Voralpen, deren höchster Berg der Signal de la Sainte Baume (1147 m) ist.

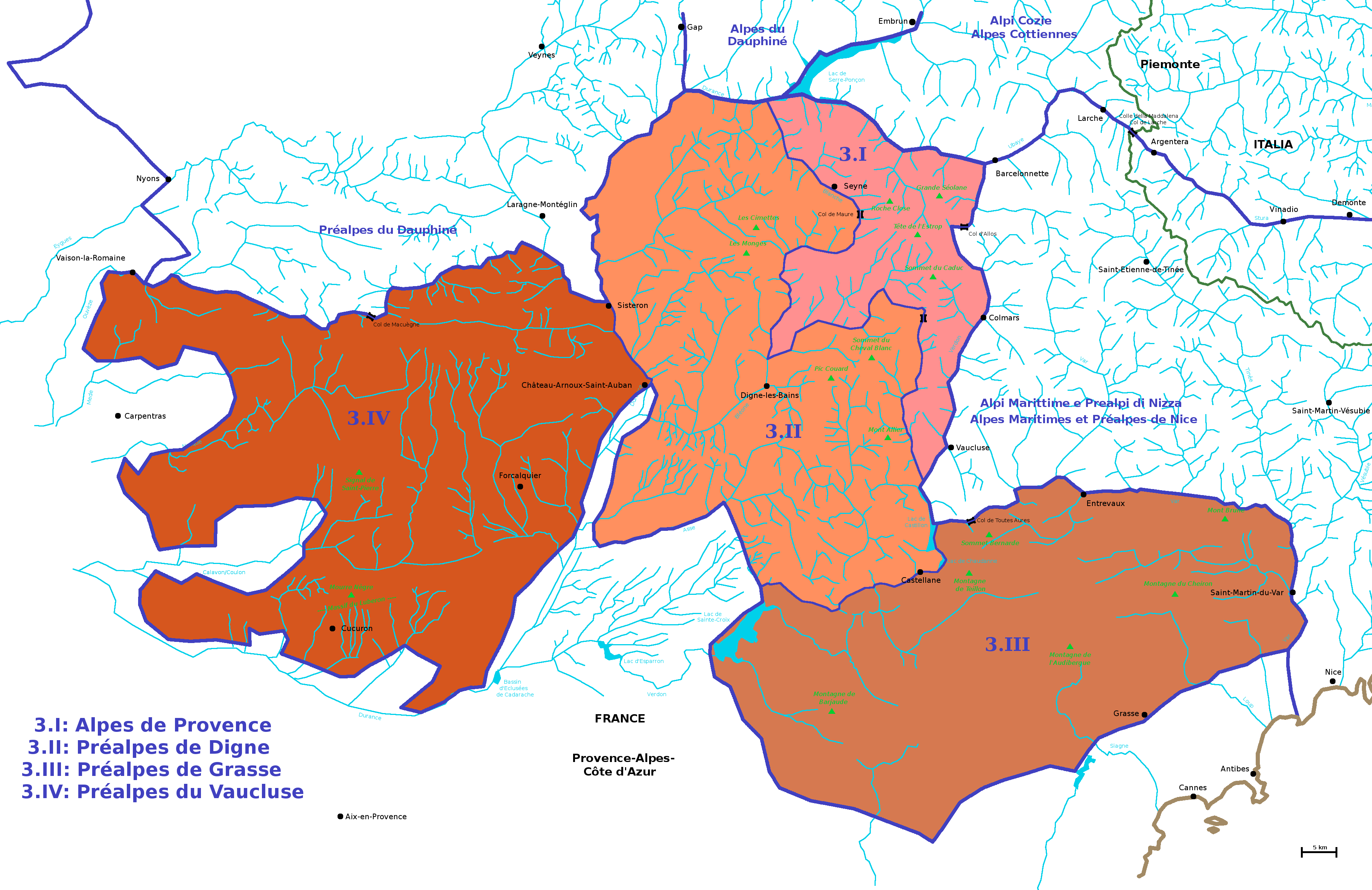
Untersektionen